# Josef Stržil
Josef Stržil (26. listopadu 1878 Zalažany – 14.1. 1953, Zalažany čp.1) byl český a československý politik a meziválečný senátor Národního shromáždění ČSR za Republikánskou stranu zemědělského a malorolnického lidu.

## Biografie
V parlamentních volbách v roce 1925 získal Republikánskou stranu zemědělského a malorolnického lidu senátorské křeslo v Národním shromáždění. Mandát obhájil v parlamentních volbách v roce 1929 a v senátu usedl i po parlamentních volbách v roce 1935. Tehdy ale až dodatečně roku 1937 jako náhradník poté, co rezignoval senátor František Udržal. V senátu zasedal až do jeho zrušení v roce 1939. Ještě předtím, v prosinci 1938, přestoupil do senátorského klubu nově zřízené Strany národní jednoty.
Povoláním byl rolníkem ve Štěnci.